# Gellio Ghellini
Gellio Ghellini (23. ledna 1559 Vicenza – 29. srpna 1616 tamtéž) byl italský římskokatolický duchovní.

## Život
Narodil se 23. ledna 1559 ve Vicenze do bohaté a šlechtické rodiny boloňského původu.
Studoval obojí právo na Padovské univerzitě. Od mládí projevoval mírumilovnou povahu, hluboké náboženské cítění a sklon k charitativním skutkům. Chtěl se stát jezuitou, ale narazil na odpor svého otce. Nakonec vstoupil do diecézního kněžského semináře a po studiu teologie byl roku 1584 vysvěcen na kněze. Několik měsíců po vysvěcení byl ustanoven kanovníkem penitenciářem. Díky stykům s Antoniem Paganim si vypěstoval silnou horlivost, která z něj učinila aktivního stoupence biskupů z Vicenzy – zejména Michele Priuliho. Biskup Priuli usiloval o obnovení náboženského života a církevní disciplíny v diecézi.
Roku 1590 založil na svou dobu inovativní dílo „Pia Casa del Soccorso“ (Opera di Santa Maria del Soccorso). Na vlastní náklady zakoupil a zařídil budovu v ulici, která dodnes nese jméno Soccorso Soccorsetto. Dům byl určen pro ženy v nesnázích, které utrpěly násilí nebo byly donuceny k prostituci, ale nyní se chtěly vykoupit. Pomáhal jim zařadit se do společnosti, vedl je k poctivé práci a uzavření sňatku.
Roku 1594 se stal prokurátorem biskupa a získal doktorát na univerzitě Ferrara. V srpnu 1600 odešel jako spolupracovník svatého Josefa Kalasanského do Říma. Roku 1607 se vrátil do Vicenzi, poté co odmítl jmenování biskupem Parenzo d'Istria. Zaměřil se na vedení svého díla, které v době jeho nepřítomnosti upadalo. V prosinci 1615 se stal farářem farnosti Santi Faustino e Giovita.
Zemřel 29. srpna 1616 a byl pohřben ve farním kostele. Od roku 1809 se ostatky nachází v katedrále.

## Proces svatořečení
Proces svatořečení byl zahájen 16. září 1679 a zanedlouho byl prohlášen za ctihodného.